# Руська Швейцарія
Ру́ська Швейца́рія (рос. Русская Швейцария, башк. Урыҫ Швейцарияһы) — присілок у складі Белебеївського району Башкортостану, Росія. Входить до складу Максим-Горьківської сільської ради.
Населення — 225 осіб (2010; 238 в 2002).
Національний склад:
- росіяни — 51 %